# Reazione di Maclagan
Con il termine reazione di Maclagan oppure test di Maclagan o test di torbidità del timolo di Maclagan in medicina veniva indicata una procedura diagnostica utilizzata per valutare la funzionalità epatica attraverso un composto chimico, il timolo.
In realtà il test non misurava una specifica funzione epatica, e doveva essere considerato come un indicatore aspecifico di alterazione del metabolismo epatico. Lo stesso Maclagan nel lavoro originale del 1947 riteneva comunque che il test potesse giocare un ruolo molto importante nella diagnosi differenziale dell'ittero e che potesse rappresentare un buon indicatore del grado di danno epatico.
Attualmente il test è stato completamente soppiantato dal ricorso ad altri sistemi e dosaggi come, ad esempio, la bilirubina sierica, la fosfatasi alcalina, le transaminasi, le acetilcolinesterasi e il tempo di protrombina.

## Storia
Il test di torbidità del timolo è stato inventato nel 1944 da N.F. Maclagan e dal suo scopritore prende il nome.

## Utilizzi
In passato il test veniva utilizzato per evidenziare i disturbi epatici e, specificatamente, le varie forme di epatiti. Maclagan evidenziò una positività della reazione in 120 su 130 pazienti affetti da epatite acuta. La reazione diviene positiva nell'85%-90% dei soggetti con epatite acuta e nel 100% dei pazienti affetti da epatite cronica e subcronica. Nella cirrosi epatica la positività scende al 55%, mentre nell'ittero di tipo ostruttivo solo il 10% dei soggetti sviluppa una reazione positiva.

## Procedura
Il test viene effettuato utilizzando una soluzione satura di timolo a pH compreso tra 7 ed 8 e forza ionica μ = 0.01.
Si prende un volume (circa 0,05ml) di siero di paziente affetto da malattia epatica, lo si posiziona in una provetta sterile e gli si addizionano circa 60 volumi (approssimativamente 3 ml) di soluzione satura di timolo.
Si lascia riposare per 30-60 minuti e quindi si confronta il risultato ricorrendo ad un comparatore con linea nera su uno sfondo bianco
rispetto agli standard di torbidità di Kingsbury.
Un risultato positivo è dato dalla comparsa di torbidità oppure di una reazione di precipitazione o di flocculazione.
I risultati positivi indicano la presenza nel siero del paziente di un aumentato contenuto di gammaglobuline. Il precipitato è costituito da un complesso di fosfolipidi e globuline-timolo.
Negli anni successivi alla scoperta il test venne anche standardizzato per essere eseguito su macchine colorimetriche che superassero il problema del giudizio soggettivo e meno accurato, legato all'occhio dell'esaminatore.